# Kleingebiet Ajka
Das Kleingebiet Ajka (ungarisch Ajkai kistérség) war bis Ende 2012 eine ungarische Verwaltungseinheit (LAU 1, Kleingebiet) innerhalb des Komitat Veszprém in Mitteltransdanubien. Im Zuge der Verwaltungsreform von 2013 ging es fast vollständig in den nachfolgenden Kreis Ajka (ungarisch Ajkai  járás) über; die Gemeinde Bakonypölöske wurde dem Kreis Pápa (ungarisch Pápai járás) zugeordnet, die Gemeinde Noszlop dem Kreis Devecser (ungarisch Devecseri járás).
Im Kleingebiet Ajka lebten Ende 2012 auf einer Fläche von 355,76 km² 40.141 Einwohner. Mit 113 Einwohnern/km² lag die Bevölkerungsdichte deutlich über dem Komitatsdurchschnitt (78 Einwohner/km²).
Der Verwaltungssitz befand sich in der einzigen Stadt, Ajka. (29.048 Ew.).

## Ortschaften
Folgende 12 Ortschaften gehörten zum Kleingebiet Ajka:
| Ajka         | Bakonypölöske | Csehbánya | Halimba | Kislőd |
| Magyarpolány | Noszlop       | Nyirád    | Öcs     | Szőc   |
| Úrkút        | Városlőd      |           |         |        |